# Morgan Davis
Morgan Davis es un galardonado cantante, guitarrista y compositor de blues canadiense.
Nació y pasó su infancia en Detroit, Míchigan, antes de trasladarse a Toronto, Ontario, Canadá, en 1968. Se mudó a Halifax, Nueva Escocia, en 2001. 
Su canción "Why'd You Lie" fue un éxito para Colin James y apareció en el álbum debut de James en 1988. "Reefer Smokin' Man" fue descrito como un "clásico de culto del blues". La principal producción discográfica de Davis, Morgan Davis, en Stony Plain Records, fue producida por Colin Linden. Davis recibió múltiples premios, incluyendo el Juno Award, por su lanzamiento en 2003, Painkiller, en Electro-Fi Records.

## Premios
- 2005 Maple Blues Award, Compositor del Año
- Premio JUNO 2004, Álbum de Blues del Año: Painkiller
- 2004 Maple Blues Award, Grabación del Año: Painkiller
- 2004 Maple Blues Award, Vocalista Masculino del Año
- 2004 Maple Blues Award, Compositor del año SOCAN
- 2004 Maple Blues Award, Productor del Año (con Alec Fraser): Painkiller
- 2000 Toronto Blues Society, Artista Acústico del Año
- 1999 Maple Blues Award, Productor del Año: Blues Medicine
- 1999 Maple Blues Award, Compositor del año SOCAN
- 1996 Toronto Blues Society, Premio al Blues con Sensación
- 1995 Jazz Report, Blues Band of the Year
- 1994 Jazz Report, Artista de Blues del Año

## Discografía
- 2014 I Got My Own (Electro-Fi)
- 2011 Drive My Blues Away (Electro-Fi)
- 2007 At Home in Nova Scotia (Deep Cove)
- 2003 Painkiller (Electro-Fi)
- 2003 Hogtown Years (Independiente)
- 1999 Blues Medicine (Electro-Fi)
- 1994 Morgan Davis Live (Independiente)
- 1990 Morgan Davis (Stony Plain)
- 1982 I'm Ready to Play! (Bullhead)